# Glastaria glastifolia
Glastaria es un género monotípico de plantas fanerógamas perteneciente a la familia Brassicaceae. Su única especie: Glastaria glastifolia, es originaria de Oriente Medio donde se distribuye por Siria e Irak.

## Taxonomía
El género fue descrito por (DC.) Kuntze y publicado en Revisio Generum Plantarum 1: 30. 1891.
Sinonimia
- Glastaria deflexa Boiss.
- Peltaria glastifolia DC.
- Texiera glastifolia (DC.) Jaub. & Spach[4]